# Roerslev Sogn
Roerslev Sogn ist eine Kirchspielsgemeinde (dän.: Sogn) im südlichen Dänemark. Bis 1970 gehörte sie zur Harde Vends Herred im damaligen Odense Amt, danach zur Nørre Aaby Kommune im
Fyns Amt, die im Zuge der  Kommunalreform zum 1. Januar 2007 in der
Middelfart Kommune in der Region Syddanmark aufgegangen ist.
Im Kirchspiel leben 360 Einwohner (Stand:1. Januar 2023). Im Kirchspiel liegt die Kirche „Roerslev Kirke“.
Nachbargemeinden sind im Osten Asperup Sogn, im Südosten Nørre Aaby Sogn, im Südwesten Udby Sogn, im Westen Kauslunde Sogn und im Nordwesten Strib-Røjleskov Sogn.